# Alison Van Uytvanck
Alison Van Uytvanck (pronúncia holandesa: [vɑn ˈœytfɑŋk]; nascida em 26 de março de 1994) é uma ex-tenista profissional belga.
Uytvanck ganhou cinco títulos de simples e dois de duplas do WTA Tour e três títulos de simples do Challenger Tour, bem como 23 títulos de simples e 4 de duplas no Circuito Feminino da ITF. Em agosto de 2018, ela alcançou seu melhor ranking de simples no 37º lugar do mundo.
Em agosto de 2024, Uytvanck anunciou sua aposentadoria do tênis profissional.

## Vida pessoal
Uytvanck nasceu na pequena cidade de Grimbergen, filha de René Van Uytvanck e Krista Laemers. Ela começou a jogar tênis aos cinco anos, quando seu irmão mais velho, Sean, a apresentou ao jogo. Ela tem um irmão gêmeo chamado Brett. Van Uytvanck se formou no ensino médio em Sint-Donatus em Merchtem. Quando júnior, ela alternou entre treinar com o técnico local Sacha Katsnelson e com a Associação Flamenga de Tênis, onde foi treinada por Ann Devries. Ela admira Roger Federer e seu compatriota Kim Clijsters. Van Uytvanck estava em um relacionamento com a tenista belga Greet Minnen [en]. Ela se casou com Emilie Vermeiren em julho de 2023.

## Carreira profissional

### 2011: Estreia no WTA Tour
Uytvanck ganhou quatro títulos de simples da ITF em Vale do Lobo (Portugal), Dijon (França), Edimburgo e Sunderland (ambos no Reino Unido). Ela também chegou à final em Tessenderlo (Bélgica), onde perdeu para Anna-Lena Grönefeld.
Uytvanck jogou no Brussels Open, onde passou pela qualificatória ao derrotar Margalita Chakhnashvili em sets diretos na 1ª rodada, Laura Siegemund, na segunda em jogo de três sets e Hsieh Su-wei na 3ª também em jogo de três sets. Ela enfrentou Patty Schnyder na primeira rodada da chave principal e venceu em jogo de três sets. Em sua próxima partida contra uma compatriota, Yanina Wickmayer, ela perdeu em sets diretos.
Uytvanck também se qualificou para a chave principal do seu primeiro torneio do WTA Tour, o Unicef Open, onde perdeu para Alexandra Dulgheru na primeira rodada em sets diretos porém equilibrados.

### 2012: Quartas de final no WTA Tour
Uytvanck conquistou o quinto título de simples da ITF em Glasgow e chegou à final em Kaarst (Alemanha). Em fevereiro, ela estreou na Fed Cup contra a Sérvia, onde foi escolhida pela técnica Ann Devries em vez de Kirsten Flipkens na decisão de duplas. Ao lado de Yanina Wickmayer, perderam a partida (e por extensão, a disputa) em 3 sets.
Uytvanck participou do Brussels Open, para o qual recebeu um "wild card" para a chave principal. Ela derrotou Ksenia Pervak em sua partida da primeira rodada em jogo de três sets e depois venceu Chanelle Scheepers em novo jogo de três sets para avançar para suas primeiras quartas de final do WTA, onde foi derrotada pela primeira cabeça de chave e número 3 do mundo, Agnieszka Radwańska, em sets diretos. Uytvanck continuou, tendo mais sucesso no Circuito ITF.

### 2013: Primeiro título WTA Challenger
Uytvanck conquistou seu primeiro título WTA 125 ao vencer o Taipei Ladies Open ao derrotar Dinah Pfizenmaier nas semifinais, e a compatriota Yanina Wickmayer na final.

### 2014: Estreia no Grand Slam
Uytvanck disputou a chave principal de todos os quatro torneios do Grand Slam e chegou à segunda rodada em Wimbledon pela primeira vez em sua carreira.

### 2015–16: Quartas de final do Aberto da França, estreia entre as 50 primeiras e lesão
Em 2015, Uytvanck chegou às quartas de final do Aberto da França, que perdeu em dois sets para Timea Bacsinszky. Ela alcançou uma nova classificação mais alta na carreira, no 41º lugar, no final daquele ano, em outubro.
No entanto, uma contusão no tornozelo direito resultou na perda de vários torneios na temporada de saibro de 2016, incluindo o Aberto da França, e seu fracasso em defender seus pontos das quartas de final de 2015 fez com que ela caísse do top 100 em Junho de 2016.

### 2017: Primeiro título do WTA Tour
Após um longo hiato devido a lesão e uma recuperação, Uytvanck conquistou seu primeiro título WTA no Tournoi de Québec vencendo Tímea Babos, em três sets.

### 2018: Segundo título de simples e primeira dupla, 4ª rodada de Wimbledon, top 40
Uytvanck conquistou seu segundo título WTA em fevereiro no Hungarian Ladies Open, derrotando Dominika Cibulková em uma longa batalha de três sets na final.
Uytvanck eliminou a defensora do título, Garbiñe Muguruza na segunda rodada de Wimbledon, perdendo apenas três games depois de perder o primeiro set por 5–7. Foi sua primeira vitória sobre uma adversária entre as 10 primeiras e sem dúvida o melhor desempenho de sua carreira até então. Depois de uma vitória sobre Anett Kontaveit na terceira rodada, ela perdeu na quarta rodada para Daria Kasatkina. Em agosto de 2018, ela alcançou uma nova classificação, a mais alta de sua carreira, no 37º lugar.
Uytvanck terminou o ano ganhando seu primeiro título de duplas do WTA Tour em Luxemburgo, ao lado de Greet Minnen [en].

### 2019–21: Três títulos de simples e um de duplas
Em fevereiro de 2019, Uytvanck defendeu com sucesso seu título em Budapeste, derrotando Markéta Vondroušová na final em jogo de três sets. Em setembro, ela venceu o Tashkent Open e não perdeu nenhum set até a final, na qual derrotou a quinta cabeça de chave e campeã de 2008, Sorana Cîrstea, em três sets.
Em fevereiro de 2020, Uytvanck perdeu por pouco sua partida semifinal em Lyon para a campeã do Australian Open de 2020, jogadora top 10 e eventual campeã, Sofia Kenin, em três sets com três tiebreaks.
Em 2021, Uytvanck conquistou seu quinto título de simples do WTA Tour no Astana Open, com uma vitória sobre a jogadora local Yulia Putintseva na final em jogo de três sets.

### 2022–24
Os principais destaque de Uytvanck na temporada foram: a segunda rodada no Australian Open, a segunda rodada no Qatar Open, as quartas de final do Open 6ème Sens Métropole de Lyon, a segunda rodada em Indians Wells, a segunda rodada no Aberto da França, as quartas de final do Libema Open, em junho, venceu o Veneto Open e a segunda rodada no US Open.
Em 2023 Uytvanck teve uma temporada fraca. Seu único destaque foi ter vencido o torneio da ITF de US$ 25k em outubro em Reims na França.
Em 2024, Uytvanck teve alguns sucessos em torneios da ITF, chegando à final em um W75 na Alemanha em fevereiro e conquistando o título de um W35 na Tunísia em abril. Em maio, usando o critério de "ranking protegido" ela entrou no Aberto da França, mas perdeu para a vinda da qualificatória, Tamara Zidanšek na primeira rodada em jogo de três sets. Na temporada em quadras de grama, ela conquistou o título do Surbiton Trophy [en], vencendo Tatjana Maria na final em jogo de três sets. Perdeu na primeira rodada do Libéma Open e na segunda do Veneto Open. Em seguida, participou do Torneio de Wimbledon, no qual, perdeu para Yuliia Starodubtseva [en], na primeira rodada, em sets diretos.

## Finais do WTA Tour

### Simples: 5 (5 títulos)
| Legenda       |
| ------------- |
| Grand Slam    |
| WTA 1000      |
| WTA 500       |
| WTA 250 (5–0) |

| Títulos por Piso |
| ---------------- |
| Duro (4–0)       |
| Grama (0–0)      |
| Saibro (0–0)     |
| Carpete (1–0)    |

| Status | V–D | Data     | Torneio                    | Nível         | Piso        | Oponentes           | Placar        |
| ------ | --- | -------- | -------------------------- | ------------- | ----------- | ------------------- | ------------- |
| Venceu | 1–0 | Set 2017 | Tournoi de Québec, Canadá  | International | Carpete (i) | Tímea Babos         | 5–7, 6–4, 6–1 |
| Venceu | 2–0 | Fev 2018 | Hungarian Ladies Open      | International | Duro (i)    | Dominika Cibulková  | 6–3, 3–6, 7–5 |
| Venceu | 3–0 | Fev 2019 | Hungarian Ladies Open (2)  | International | Duro (i)    | Markéta Vondroušová | 1–6, 7–5, 6–2 |
| Venceu | 4–0 | Set 2019 | Tashkent Open, Uzbequistão | International | Duro        | Sorana Cîrstea      | 6–2, 4–6, 6–4 |
| Venceu | 5–0 | Out 2021 | Astana Open, Cazaquistão   | WTA 250       | Duro (i)    | Yulia Putintseva    | 1–6, 6–4, 6–3 |

### Duplas: 4 (2 títulos, 2 vices)
| Legenda       |
| ------------- |
| Grand Slam    |
| WTA 1000      |
| WTA 500 (0–1) |
| WTA 250 (2–1) |

| Títulos por Piso |
| ---------------- |
| Duro (2–1)       |
| Grama (0–0)      |
| Saibro (0–1)     |
| Carpete (0–0)    |

| Status | V–D | Data     | Torneio                | Nível         | Piso     | Parceira          | Oponentes                                      | Placar           |
| ------ | --- | -------- | ---------------------- | ------------- | -------- | ----------------- | ---------------------------------------------- | ---------------- |
| Perdeu | 0–1 | Fev 2015 | Diamond Games, Bélgica | Premier       | Duro (i) | An-Sophie Mestach | Anabel Medina Garrigues Arantxa Parra Santonja | 4–6, 6–3, [5–10] |
| Venceu | 1–1 | Out 2018 | Luxembourg Open        | International | Duro (i) | Greet Minnen      | Vera Lapko Mandy Minella                       | 7–6(7–3), 6–2    |
| Perdeu | 1–2 | Mai 2021 | Serbia Open            | WTA 250       | Saibro   | Greet Minnen      | Aleksandra Krunić Nina Stojanović              | 0–6, 2–6         |
| Venceu | 2–2 | Set 2021 | Luxembourg Open (2)    | WTA 250       | Duro (i) | Greet Minnen      | Erin Routliffe Kimberley Zimmermann            | 6–3, 6–3         |

## Finais de WTA Challengers

### Simples: 4 (3 títulos, 1 vice)
| Result | V–D | Data     | Torneio                    | Piso        | Oponente           | Placar        |
| ------ | --- | -------- | -------------------------- | ----------- | ------------------ | ------------- |
| Venceu | 1–0 | Nov 2013 | Taipei Ladies Open, Taiwan | Carpete (i) | Yanina Wickmayer   | 6–4, 6–2      |
| Perdeu | 1–1 | Ago 2019 | Karlsruhe Open, Alemanha   | Saibro      | Patricia Maria Țig | 6–3, 1–6, 2–6 |
| Venceu | 2–1 | Dez 2021 | Open de Limoges, França    | Duro (i)    | Ana Bogdan         | 6–2, 7–5      |
| Venceu | 3–1 | Jun 2022 | Veneto Open, Itália        | Grama       | Sara Errani        | 6–4, 6–3      |

### Duplas: 2 (1 vices)
| Status | V–D | Data     | Torneio                    | Piso        | Parceira           | Oponentes                          | Placar           |
| ------ | --- | -------- | -------------------------- | ----------- | ------------------ | ---------------------------------- | ---------------- |
| Perdeu | 0–1 | Nov 2013 | Taipei Ladies Open, Taiwan | Carpete (i) | Anna-Lena Friedsam | Caroline Garcia Yaroslava Shvedova | 3–6, 3–6         |
| Perdeu | 0–2 | Mai 2022 | Karlsruhe Open, Alemanha   | Saibro      | Yana Sizikova      | Mayar Sherif Panna Udvardy         | 7–5, 4–6, [2–10] |